# Jatipamor (Talaga)
Jatipamor is een bestuurslaag in het regentschap Majalengka van de provincie West-Java, Indonesië. Jatipamor telt 3191 inwoners (volkstelling 2010).